# Pascal Grenet
 (avril 2008).
Si vous disposez d'ouvrages ou d'articles de référence ou si vous connaissez des sites web de qualité traitant du thème abordé ici, merci de compléter l'article en donnant les références utiles à sa vérifiabilité et en les liant à la section « Notes et références ».
Pascal Grenet né le 16 mai 1962 à Fontenay-le-Comte est un joueur français de basket-ball, qui a joué dans les années 1980-1990.

## Carrière
Pascal Grenet a joué dans diverses équipes ASPO Tours, JDA Dijon, BCM Gravelines, Étendard de Brest, Castres et sa dernière équipe Sauzet Basket. Durant toute sa carrière Pascal Grenet a imposé à ses adversaires un jeu rugueux.
Il a entrainé pendant de nombreuses années le Montauban Basket Club (MBC) et il a fait monter cette équipe de PréNationale à Nationale 3.
Il travaille actuellement au service des sports de la Mairie de Cahors.

## Clubs
- ASPO Tours 19??-19??
- Levallois Sporting Club 19??-19??
- JDA Dijon 1983-1985
- BCM Gravelines 19??-19??
- Étendard de Brest 19??-19??
- Castres Basket Club 19??-19??